# Grabstein für Hanns, Anna und Michael Weisshaupt

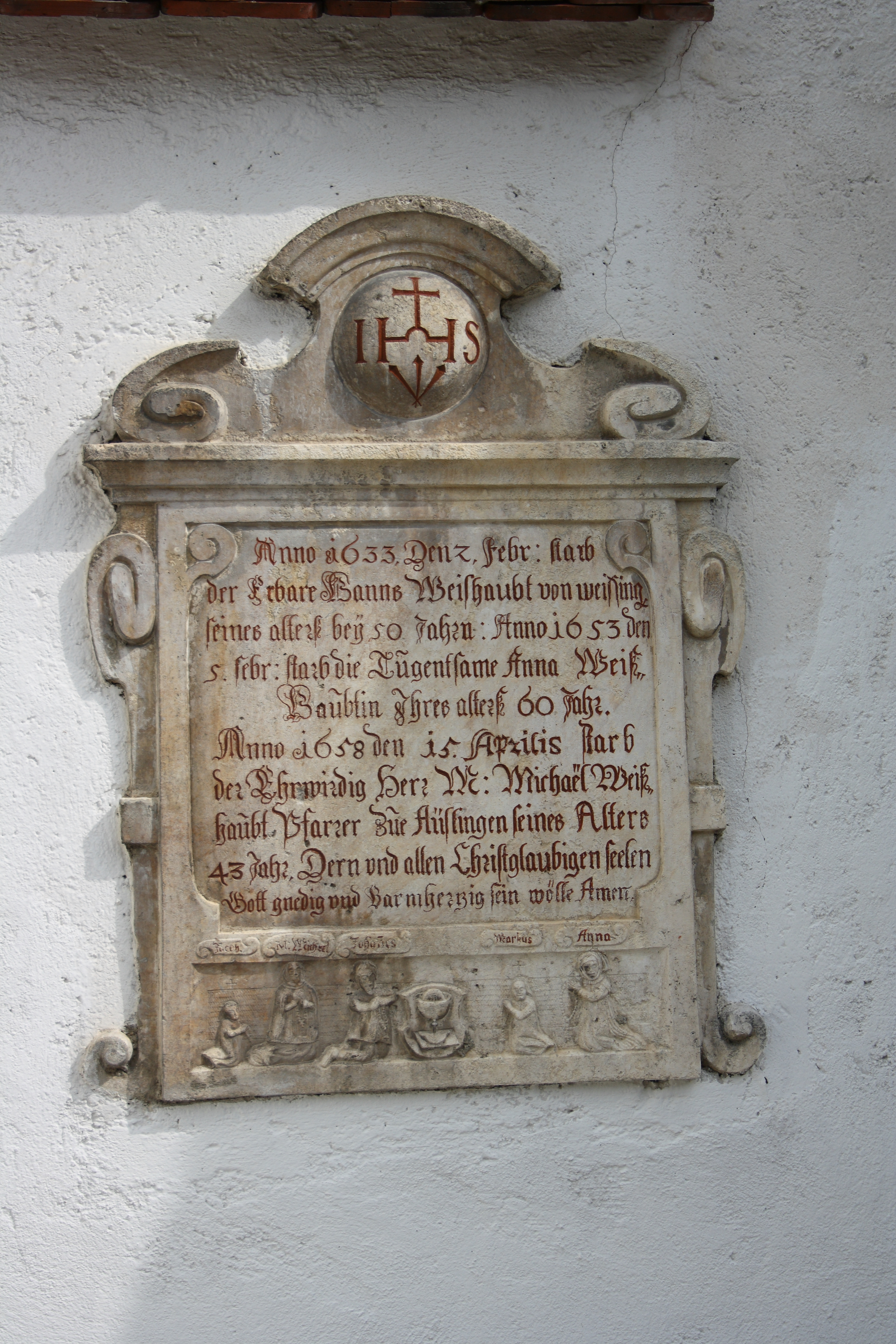
Grabstein für Hanns, Anna und Michael Weisshaupt in Aislingen

Der Grabstein für Hanns, Anna und Michael Weisshaupt an der Fassade der katholischen Pfarrkirche St. Georg in Aislingen, einer Gemeinde im Landkreis Dillingen an der Donau im bayerischen Regierungsbezirk Schwaben, wurde Mitte des 17. Jahrhunderts geschaffen. Der restaurierte Grabstein ist als Teil der Kirchenausstattung ein geschütztes Baudenkmal.
Der 1,18 Meter hohe und 78 cm breite Grabstein für Hanns Weisshaupt († 2. Februar 1633) aus Weisingen, für Anna Weisshaupt († 5. Februar 1653) und für Michael Weisshaupt, Pfarrer in Aislingen, ist aus Kalkstein mit Rollwerkrahmen. Unten ist in einer Tartsche ein Kelch zwischen den knienden Verstorbenen dargestellt: Links der Vater Johann mit den Söhnen Michael und Jakob und rechts die Mutter Anna mit Tochter Margareth (bei der Restaurierung des Steins wohl fälschlich mit Markus beschrieben). In der Giebelbekrönung ist das Monogramm Christi IHS zu sehen.